# Jessheim

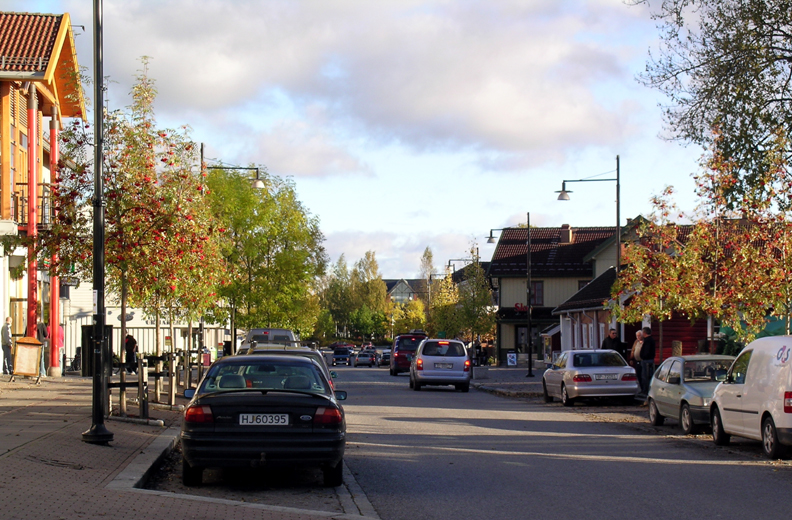
Storgata, la calle principal de Jessheim

Jessheim es un pueblo del municipio de Ullensaker 60°8′30″N 11°10′30″E / 60.14167, 11.17500, en la provincia de Akershus, Noruega. En 2006, la población era de 13 000 habitantes, mientras que en 1998, la población era de 6400; es decir, hubo un aumento del 103 % en la población. Cuenta con una superficie de 7,52 km² y una densidad de población de 1644 habitantes/km². La distancia desde Jessheim hasta el aeropuerto de Oslo es de 10,5 km en dirección noroeste y hasta el centro de Oslo de 46 kilómetros en dirección suroeste.

## Etimología
El nombre Jessheim proviene del nórdico antiguo Jasseimr o Jesseímr. La primera parte de la palabra tiene un origen desconocido, aunque es posible que significara jarl, mientras que heimr significa «hogar». El nombre originalmente se usó para la parroquia de Hovin.
En 1854, la estación de ferrocarril se llamó en un principio Trøgstad, pero, debido a la confusión con el nombre de la ciudad Trøgstad en la provincia de Østfold, se cambió en 1897 por Jessum. Este nombre se usó como blasfemia, por ejemplo por reclutas militares que decían que habían ido desde Bøn —una ciudad al norte de Jessheim, cuyo nombre suena como «orante» en noruego— a Jessum, que podía sonar como Jesús. Los sacerdotes en la zona se quejaron al obispo, que en 1900, planteó la cuestión al consejo local y sugirió la forma Jessheim. El nombre se cambió a Jesseim. En 1920 el ferrocarril también cambió la forma de escribir el nombre a la forma actual, Jessheim.

## Residentes notables
- Varios integrantes de la banda de black metal melódico Dimmu Borgir: Shagrath, Galder y Mustis.
- Memnock, de la banda de black metal Susperia.
- Tanya Hansen, famosa actriz porno, conocida como la «primera estrella porno de Noruega».